# Adalbert Mayer-Heinricy
Adalbert Mayer-Heinricy (* 30. Mai 1934 in Bratislava) ist ein deutscher Biophysiker.

## Leben
Adalbert Mayer studierte ab 1954 an der TH München Physik. 1955 wurde er im Corps Hubertia München aktiv. Seit 1960 Diplom-Ingenieur, wurde er 1964 am Institut für Technische Physik zum Dr. rer. nat.  promoviert. 
Nachdem er sich 1971 an der TU München für Experimentalphysik habilitiert hatte, ging er 1972 für zwei Jahre in die biophysikalische Forschungsabteilung der Bell Laboratories bei AT&T in Murray Hill (New Jersey). Ab 1974 arbeitete er in Grenoble, zunächst im Max-Planck-Institut für Festkörperforschung, dann im Centre d'études nucléaires. 1976 wurde er Professor für Physik und Biophysik an der Universität Bremen. Er forschte u. a. über die molekulare Struktur und Funktion des Hämoglobins. Gastforscher war er in Murray Hill, Stanford (Kalifornien), Oxford und Santa Barbara (Kalifornien).